# 자구아라리
자구아라리(포르투갈어: Jaguarari)는 브라질 바이아주에 위치한 도시로 면적은 2.567,158km2, 인구는 30,484명(2009년 기준)이다.